# Digitaria chacoensis
Digitaria chacoensis är en gräsart som först beskrevs av Parodi, och fick sitt nu gällande namn av Johannes Jan Theodoor Henrard. Digitaria chacoensis ingår i släktet fingerhirser, och familjen gräs. Inga underarter finns listade i Catalogue of Life.